# Orfeu negre
Orfeu negre (títol original en francès: Orfeu Negro) és una pel·lícula musical franco-italo-brasilera de Marcel Camus estrenada el 1959. És l'adaptació d'una obra de Vinícius de Moraes, Orfeu da Conceição (1956). El film va rebre la Palma d'Or al Festival de Canes.
Ha estat doblada al català.

## Argument[3]
Aquesta pel·lícula reviu el mite d'Orfeu i d'Euridice transposant-lo de Tràcia a Rio de Janeiro durant el carnaval.

## Repartiment
- Marpessa Dawn: Euridice
- Breno Mello: Orfeu
- Marcel Camus: Ernesto
- Fausto Guerzoni: Fausto
- Lourdes de Oliveira: Mira
- Léa Garcia: Serafina
- Ademar Da Silva: la mort
- Alexandro Constantino: Hermes
- Waldemar De Souza: Chico
- Jorge Dos Santos: Benedito
- Aurino Cassiano: Zeca
- Maria Alice
- Ana Amélia
- Elizeth Cardoso
- Arlete Costa
- Maria de Lourdes
- Modesto De Souza
- Agostinho dos Santos
- Afonso Marinho
- Esther Mellinger
- Eunice Mendes
- Dinorah Miranda
- Zeni Pereira
- Teresa Santos

## Producció
J.-Paul Delfino conta les circumstàncies precises del naixement de l'obra (anècdota de Gilda Mattoso, última esposa del Poetinha): « Jo (Vinicius) em trobava llavors a Niteroi, a la casa del meu cosí, l'arquitecte Carlos Leào. I un dia, a trenc d'alba, mentre estava pensant en una història de la mitologia grega, el mite d'Orfeu (...) he començat a sentir d'un turó veí, o morro do Galvào, una batucada ».
Va imaginar llavors de transposar el mite d'Orfeu a les favelas. Va començar doncs a escriure, el 1942, el que s'havia de ser una obra teatral, Orfeu da Conceição , però, per falta de temps i de finançament, aquesta peça no es va muntar de seguida. El 1955, mentre era a París on havia estat enviat com a agregat cultural a l'ambaixada del Brasil, va trobar Sacha Gordine que li va preguntar si no tenia una idea de guió per a una pel·lícula sobre el Brasil. Vinícius li va presentar el seu projecte, després van anar junts al Brasil i allà, mentre el projecte de la pel·lícula es plasmava, Vinícius va trobar els finançaments necessaris i va muntar la peça la música de la qual va ser composta per Tom Jobim. La peça va ser doncs creada el 1956 paral·lelament al projecte de la pel·lícula que va ser rodada, amb l'arribada de Marcel Camus, durant la tardor de 1958.
Les cançons de la pel·lícula (entre les quals figuren sobretot A felicidade  i Manhã de Carnaval ), convertides en estàndards de la Bossa nova i del jazz, han estat generalment compostes per Antônio Carlos Jobim i Luiz Bonfá. Algunes escenes, entre els més famosas (faveles), han estat rodades al Morro da Babilonia, sobre Leme (entre Copacabana i Urca). Per a algunes escenes, Camus demanava una peça als dos compositors i escollia al muntatge.

## Rebuda de la crítica
Aquesta obra cinematogràfica que va suscitar tant d'entusiasme, en particular a Europa, ha donat a conèixer la música brasilera, i ha segellat definitivament la consagració de Rio, no obté l'estima unànime dels cariocas, que la consideren sobretot com una creació francesa, que privilegiaria una música que no emana del Rio profund, i llançaria un accent poc irònic sobre la societat contrastada de la ciutat, en particular la pobre. Paradoxa: un dels principals símbols d'aquesta música carioca Cartola, apareix tanmateix en una escena de la pel·lícula (despatx matrimonial).

## Premis i nominacions

### Premis
- 1959: Palma d'Or al Festival de Cannes, on la pel·lícula va ser presentada en versió original no subtitulada (amb diàlegs en portuguès)
- 1960: Oscar a la millor pel·lícula estrangera
- 1960: Globus d'Or a la millor pel·lícula estrangera

### Nominacions
- 1961: BAFTA a la millor pel·lícula